# Грейхаунд
Грейхаунд (на английски: Greyhound) е порода кучета, произхождаща от Великобритания. Известна е с това, че развива до 70 км/ч, най-много от всички кучета, почти колкото галопиращ кон. Първите данни за породата са датирани от 6 век пр.н.е. и са от Месопотамия. Принадлежат към групата на ловните кучета, като ловят предимно зайци и сърни. Бягат бързо обаче само на кратки разстояния.
Високи са между 68 и 76 см и тежат между 26 и 40 кг. Могат да бъдат бели, оранжеви, гълъбовосиви, кафяви, черни, пясъчни и рижаво-жълти на цвят. Те са едни от най-интелигентните и добре отнасящи се с хората кучета. Подлагат се лесно на дресировка.